# Mont Orford
Pour les articles homonymes, voir Orford.
Le mont Orford, montagne située dans la municipalité de canton d'Orford, Québec, Canada, près de Magog, fait partie des monts Sutton et s'élève à 853 mètres d'altitude. Il fait partie du parc national du Mont-Orford. Il est aussi l'une des montagnes skiables les plus élevées du Québec.

## Situation géographique

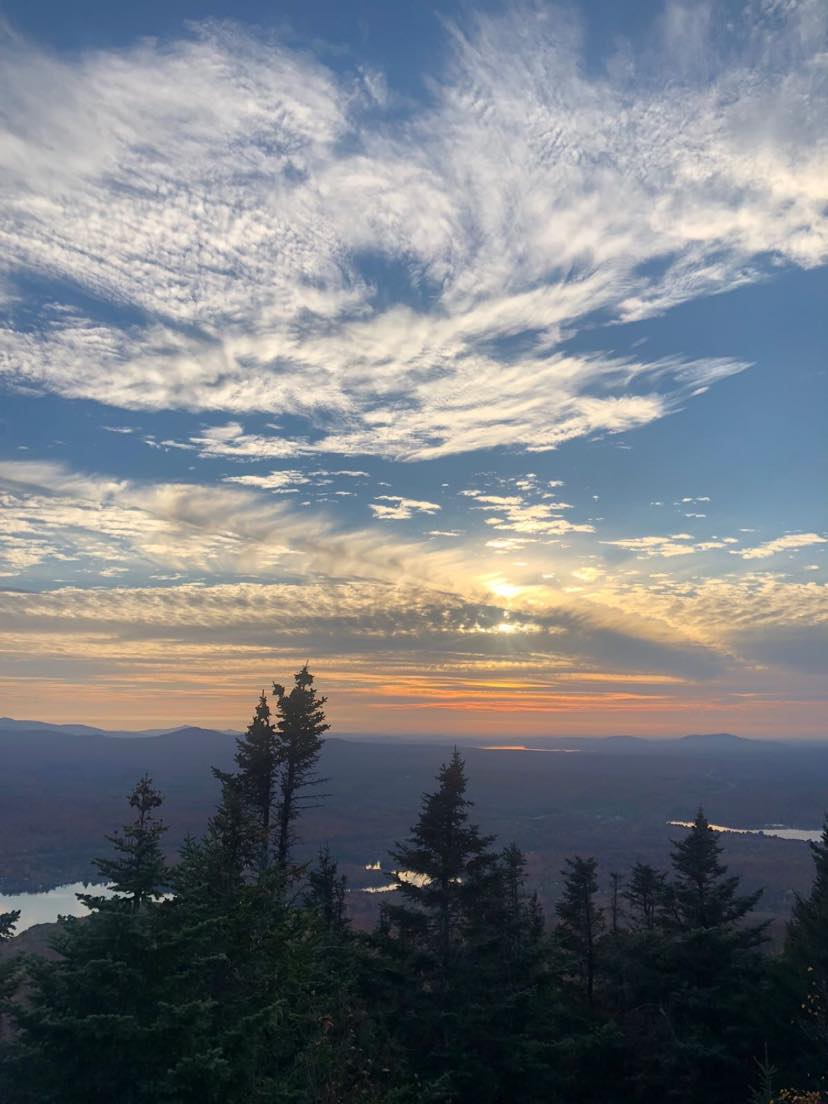
Vue depuis le sommet du mont Orford.

Le mont Orford est situé à l'ouest du mont Giroux, à l'est du mont Sylvio-Lacharité et au sud du mont Alfred-DesRochers, qui l'entourent tous les trois. Il est au nord-est du lac Orford, qui se trouve juste à ses pieds. Du mont Orford s'écoulent trois ruisseaux : ruisseau du Versant, ruisseau Des Chênes, ruisseau Giroux et un autre dont on ne voit pas de nom sur la carte du mont Orford. Le ruisseau du Versant s'écoule vers le sud. Entre le mont Orford et le mont Sylvio-Lacharité s'écoule le ruisseau Des Chênes qui s'écoule en direction sud-ouest. Deux autres ruisseaux s'écoulent entre les monts Orford et Giroux : le ruisseau Sinueux qui s'écoule vers le sud-est et le ruisseau Giroux qui s'écoule vers le nord-est. Un autre petit cours d'eau s'écoule entre le mont Orford et le mont Alfred-DesRochers. La route des Diligences contourne le mont Orford par le sud par un chemin tout en contournant le lac Orford à la fois de l'autre côté.

## Privatisation du mont Orford
Le mont Orford fut en 2006 au centre d'un important débat au Québec concernant la privatisation d'une partie du terrain du parc. Un promoteur privé, appuyé par un historique de deux décennies de pertes et de faillites, a réussi à obtenir du gouvernement que celui-ci lui cède une partie du parc protégé pour y construire des habitations et d'autres attractions touristiques. Pour ce faire, le gouvernement Charest a modifié la loi sur les parcs, réduisant la protection que confère le statut de parc à un terrain. 

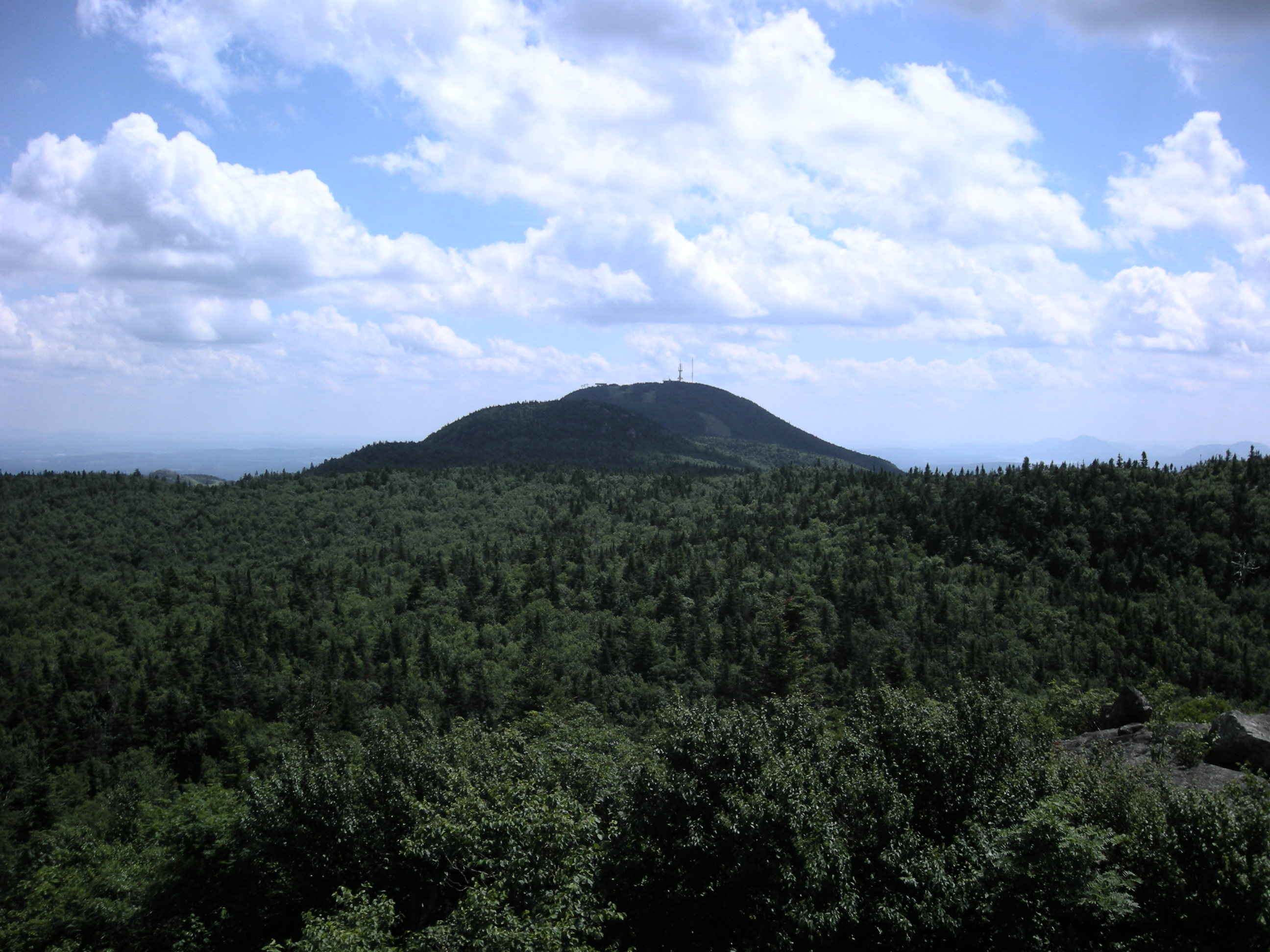
Le mont Orford vu depuis le pic de l'Ours, sommet adjacent.

La vente d'une partie du parc était très loin de faire l'unanimité, malgré les mesures compensatoires que propose le gouvernement Charest, dont l'augmentation de la superficie du parc par l'achat de nouveaux terrains. Une coalition, SOS Parc Orford (voir lien plus bas) a vu le jour pour s'opposer au projet.
La loi permettant la privatisation est passée sous bâillon le 12 juin 2006, permettant de ce fait au promoteur d'acheter les terrains convoités. Cependant, en 2007, le gouvernement s'est ravisé et a annulé la vente d'une partie du territoire.

## Tourisme

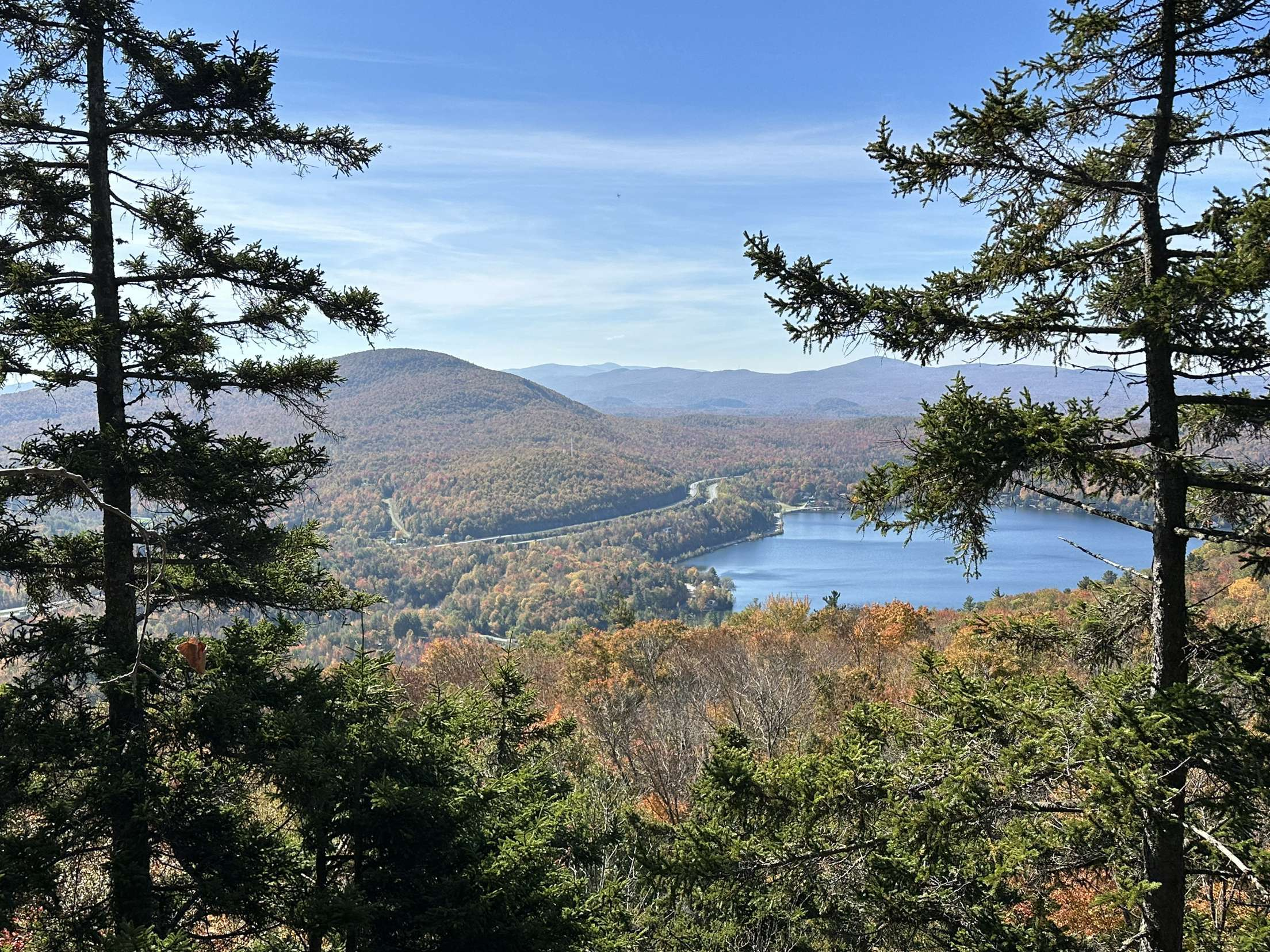
Vue depuis le sentier du Ruisseaux-des-Chênes.

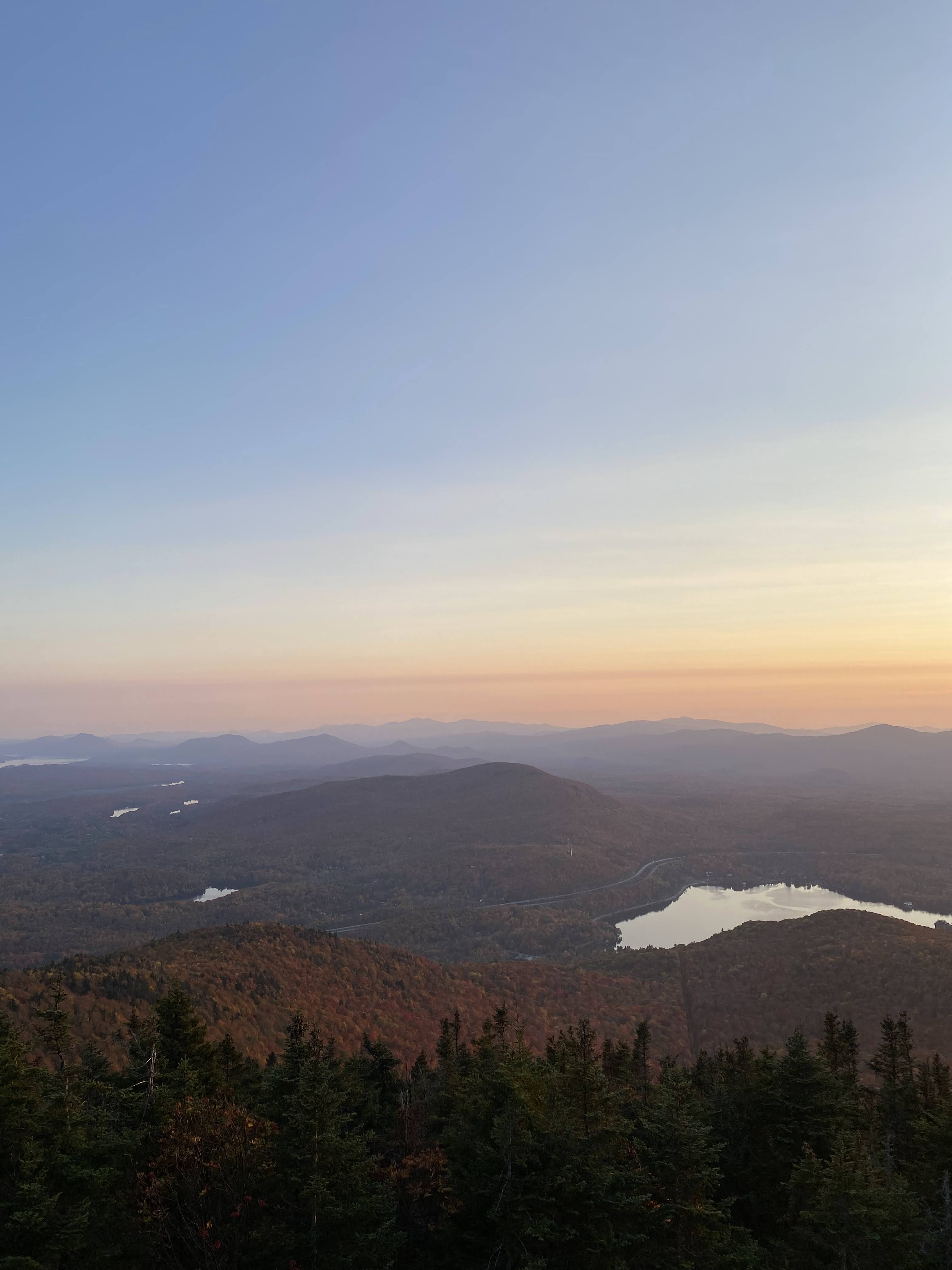
Vue depuis le sommet du mont Orford pendant la flambée des couleurs.

Au parc national du Mont-Orford il est possible de pratiquer différentes activités hivernales extérieures comme du ski de fond, avec la présence d'une piste de 26 km en pas de patineur, et de la raquette. Le camping, la randonnée, l'accès à la plage, ainsi que la location de chalet sont très appréciés en été.
À l'automne, des activités sont organisées dans le cadre de la Flambée des couleurs, un événement annuel en octobre permettant aux visiteurs d'admirer le changement de couleurs des arbres.
À l'automne, il est aussi possible de prendre part à la Grande Coulée, un festival de bière sur les lieux de la station de ski du Mont Orford.
En 2021, une somme de 4,5 millions de dollars est investie pour remplacer le télésiège double datant des années 1960 du mont Alfred-DesRochers par un télésiège quadruple afin d'augmenter de 60 % la capacité du télésiège et de permettre aux adeptes de ski alpin de profiter davantage des pistes de ce versant.
La Coupe Mont Orford 3 Sommets est une course en montagne permettant de réaliser un parcours offrant trois options : la Mini Coupe (800 m), la Coupe Giroux (3,7 km) ou la Coupe des 3 Sommets (12 km). Cet événement se réalise en automne en course à pied ainsi qu'en hiver en raquette ou en randonnée alpine.